# John Coltrane and Johnny Hartman
John Coltrane and Johnny Hartman – album studyjny amerykańskiego saksofonisty jazzowego Johna Coltrane’a oraz wokalisty Johnny’ego Hartmana, nagrany i wydany w 1963 z numerem katalogowym AS-40 przez Impulse! Records.

## Powstanie
Materiał na płytę został zarejestrowany 7 marca 1963 roku przez Rudy'ego Van Geldera w należącym do niego studiu (Van Gelder Studio) w Englewood Cliffs w stanie New Jersey. Jest to jedyna wspólna płyta Coltrane’a i Hartmana.

## Lista utworów
Opracowano na podstawie materiału źródłowego.
Wydanie LP
Strona A
| Nr | Tytuł utworu              | Muzyka                             | Długość |
| -- | ------------------------- | ---------------------------------- | ------- |
| 1. | „They Say It's Wonderful” | Irving Berlin                      | 5:17    |
| 2. | „Dedicated to You”        | Sammy Cahn, Saul Chaplin, Hy Zaret | 5:30    |
| 3. | „My One and Only Love”    | Guy Wood, Robert Mellin            | 4:54    |
|    |                           |                                    | 15:41   |

Strona B
| Nr | Tytuł utworu            | Muzyka                       | Długość |
| -- | ----------------------- | ---------------------------- | ------- |
| 1. | „Lush Life”             | Billy Strayhorn              | 5:26    |
| 2. | „You Are Too Beautiful” | Richard Rodgers, Lorenz Hart | 5:33    |
| 3. | „Autumn Serenade”       | Peter DeRose, Sammy Gallop   | 4:54    |
|    |                         |                              | 15:53   |

## Twórcy
Opracowano na podstawie materiału źródłowego.
Muzycy:
- Johnny Hartman – śpiew
- John Coltrane – saksofon tenorowy
- McCoy Tyner – fortepian
- Jimmy Garrison – kontrabas
- Elvin Jones – perkusja

Produkcja:
- Bob Thiele – produkcja muzyczna
- Rudy Van Gelder – inżynier dźwięku
- A.B. Spellman – liner notes
- Michael Cuscuna – produkcja muzyczna (reedycja z 1995)